# Bras de Persée

Structure de la Voie lactée. Dans ces deux diagrammes le Soleil est représenté par un point jaune.

Le bras spiral de Persée (en anglais : Perseus spiral arm) ou, simplement, le bras de Persée (Perseus arm) est un des quatre principaux bras spiraux de notre galaxie, la Voie lactée.
La Voie lactée est une galaxie spirale barrée munie de quatre bras majeurs et d'au moins deux bras mineurs. Le bras de Persée, d'un rayon d'environ 10 700 parsecs, est situé entre le bras du Cygne et le bras du Sagittaire. Il est ainsi nommé pour sa proximité apparente avec la constellation de Persée.
Certaines théories affirment que le bras mineur d'Orion, qui contient le système solaire, soit une branche du bras de Persée, mais ceci n'est pas confirmé à ce jour (2008).

## Objets visibles
Cette liste regroupe certains objets de Messier se situant dans le bras spiral de Persée :
- La nébuleuse du Crabe (M1)
- L'amas ouvert M36
- L'amas ouvert M37
- L'amas ouvert M38
- L'amas ouvert M52
- L'amas ouvert M103